# Премия AVN лучшему исполнителю года
Премия AVN лучшему исполнителю года (англ. The AVN (Adult Video News) Male Performer of the Year) — ежегодная награда, вручаемая в январе в Лас-Вегасе, Невада на церемонии AVN Awards.

## Лауреаты и номинанты

### 1990-е годы
| Победитель            | Номинанты          | |
| X церемония - 1993    | X церемония - 1993 | X церемония - 1993 |
| --------------------- | ------------------ | --- |
|                       | Рокко Сиффреди (1) | |
| XI церемония - 1994   |                    | |
|                       | Джонатан Морган    | |
| XII церемония - 1995  |                    | |
|                       | Джон До            | |
| XIII церемония - 1996 |                    | |
|                       | Рокко Сиффреди (2) | |
| XIV церемония - 1997  |                    | |
|                       | T. T. Boy          | |
| XV церемония - 1998   |                    | |
|                       | Том Байрон (1)     | - Марк Дэвис - Род Фонтана - Джек Хаммер - Дейв Хардман - Мистер Маркус - Шон Майклс - Родни Мур - Эд Пауэрс - Джейк Стид - Макс Стайнер - Винс Войер |
| XVI церемония - 1999  |                    | |
|                       | Том Байрон (2)     | - Кристоф Кларк - Ван Дамаж - Дейв Хардман - Брэндон Айрон - Мистер Маркус - Шон Майклз - Алекс Сандерс - Кайл Стоун - Винс Войер                     |

### 2000-е годы
| Победитель             | Номинанты             | |
| XVII церемония - 2000  | XVII церемония - 2000 | XVII церемония - 2000 |
| ---------------------- | --------------------- | --- |
|                        | Лексингтон Стил (1)   | - Крис Кэннон - Кристоф Кларк - Luciano - Мистер Маркус - Шон Майклс - Хершел Сэвадж - Рокко Сиффреди - Рэнди Спирс                                                                                          |
| XVIII церемония - 2001 |                       | |
|                        | Эван Стоун (1)        | - Марк Дэвис - Диллон Дэй - Эрик Эверхард - Макс Хардкор - Дэйв Хардман - Джоэл Лоуренс - Luciano - Мистер Маркус - Рокко Сиффреди - Рэнди Спирс - Начо Видаль                                               |
| XIX церемония - 2002   |                       | |
|                        | Лексингтон Стил (2)   | - Кристоф Кларк - Энтони Крэйн - Диллон Дэй - Джоэл Лоуренс - Мистер Маркус - Рокко Сиффреди - Эван Стоун - Брайан Сервуд - Начо Видаль                                                                      |
| XX церемония - 2003    |                       | |
|                        | Лексингтон Стил (3)   | - Марк Дэвис - Диллон - Эрик Эверхард - Брэндон Айрон - Мистер Маркус - Уэсли Пайпс - Стивен Сент-Круа - Майкл Стефано - Эван Стоун - Ли Стон - Брайан Сервуд                                                |
| XXI церемония - 2004   |                       | |
|                        | Майкл Стефано         | - Джей Ашли - T. T. Boy - Эрик Эверхард - Брэндон Айрон - Julian - Ник Мэннинг - Мистер Пит - Рэнди Спирс - Стивен Сент-Круа - Лексингтон Стил - Эван Стоун - Марк Вуд                                       |
| XXII церемония - 2005  |                       | |
|                        | Мануэль Феррара (1)   | - Марк Энтони - Марк Эшли - T. T. Boy - Бен Инглиш - Julian - Курт Локвуд - Мистер Маркус - Мистер Пит - Брент Рокман - Рэнди Спирс - Майкл Стефано - Эван Стоун - Ли Стоун - Марк Вуд                       |
| XXIII церемония - 2006 |                       | |
|                        | Мануэль Феррара (2)   | - Отто Бауэр - Ван Дамаж - Эрик Эверхард - Томми Ганн - Курт Локвуд - Мистер Маркус - Шон Майклс - Мистер Пит - Рэнди Спирс - Лексингтон Стил - Майкл Стефано - Эван Стоун - Ли Стоун - Джон Стронг          |
| XXIV церемония - 2007  |                       | |
|                        | Томми Ганн            | - Марк Эшли - Марко Бандерас - Джеймс Дин - Шейн Дисел - Эрик Эверхард - Мануэль Феррара - Курт Локвуд - Скотт Нейлс - Джастин Слейер - Лексингтон Стил - Майкл Стефано - Эван Стоун - Джон Стронг - Тони Т. |
| XXV церемония - 2008   |                       | |
|                        | Эван Стоун (2)        | - Марко Бандерас - Джеймс Дин - Шейн Дисел - Эрик Эверхард - Мануэль Феррара - Томми Ганн - Dirty Harry - Жан Валь Жан - Чарли Мак - Ник Мэннинг - Мистер Маркус - Мистер Пит - Рэнди Спирс - Марк Вуд       |
| XXVI церемония - 2009  |                       | |
|                        | Джеймс Дин (1)        | - Марк Эшли - Марко Бандерас - Мик Блу - Том Байрон - Шейн Дисел - Эрик Эверхард - Мануэль Феррара - Томми Ганн - Шорти Мак - Ник Мэннинг - Рэнди Спирс - Майкл Стефано - Стивен Сент-Круа - Эван Стоун      |

### 2010-е годы
| Победитель              | Номинанты              | |
| XXVII церемония - 2010  | XXVII церемония - 2010 | XXVII церемония - 2010 |
| ----------------------- | ---------------------- | --- |
|                         | Мануэль Феррара (3)    | - Марко Бандерас - Мик Блу - Том Байрон - Джеймс Дин - Тони Де Серхио - Эрик Эверхард - Мистер Маркус - Шон Майклс - Мистер Пит - Рокко Рид - Энтони Розано - Эван Стоун - Рико Стронг - Принц Иешуа          |
| XXVIII церемония - 2011 |                        | |
|                         | Эван Стоун (3)         | - Мик Блу - Том Байрон - Джеймс Дин - Эрик Эверхард - Мануэль Феррара - Томми Ганн - Кейран Ли - Мистер Маркус - Скотт Нейлс - Мистер Пит - Рокко Рид - Энтони Розано - Кени Стайлс - Принц Иешуа             |
| XXIX церемония - 2012   |                        | |
|                         | Мануэль Феррара (4)    | - Мик Блу - Том Байрон - Джеймс Дин - Эрик Эверхард - Томми Ганн - Кейран Ли - Рамон Номар - Мистер Пит - Рокко Рид - Энтони Розано - Лексингтон Стил - Эван Стоун - Начо Видаль - Принц Иешуа                |
| XXX церемония - 2013    |                        | |
|                         | Джеймс Дин (2)         | - Майк Адриано - Мик Блу - Ксандер Корвус - Эрик Эверхард - Мануэль Феррара - Кейран Ли - Mandingo - Рамон Номар - Мистер Пит - Томми Пистол - Тони Рибас - Эван Стоун - Начо Видаль - Принц Иешуа            |
| XXXI церемония - 2014   |                        | |
|                         | Мануэль Феррара (5)    | - Мик Блу - Ксандер Корвус - Джеймс Дин - Райан Дриллер - Эрик Эверхард - Кейран Ли - Райан Мэдисон - Mandingo - Рамон Номар - Томми Пистол - Тони Рибас - Лексингтон Стил - Christian XXX - Принц Иешуа      |
| XXXII церемония - 2015  |                        | |
|                         | Мик Блу (1)            | - Майк Адриано - Ксандер Корвус - Джеймс Дин - Эрик Эверхард - Мануэль Феррара - Кейран Ли - Мистер Пит - Рамон Номар - Томми Пистол - Тони Рибас - Джонни Синс - Лексингтон Стил - Крис Строкс - Принц Иешуа |
| XXXIII церемония - 2016 |                        | |
|                         | Мик Блу (2)            | - Флэш Браун - Ксандер Корвус - Джеймс Дин - Эрик Эверхард - Мануэль Феррара - Кейран Ли - Рамон Номар - Роб Пайпер - Томми Пистол - Тони Рибас - Лексингтон Стил - Стивен Сент-Круа - Чад Уайт - Принц Иешуа |
| XXXIV церемония - 2017  |                        | |
|                         | Мик Блу (3)            | - Ксандер Корвус - Джеймс Дин - Райан Дриллер - Маркус Дюпри - Мануэль Феррара - Small Hands - Кейран Ли - Mandingo - Деррик Пирс - Томми Пистол - Тони Рибас - Лексингтон Стил - Крис Строкс - Принц Иешуа   |
| XXXV церемония - 2018   |                        | |
|                         | Маркус Дюпри           | - Мик Блу - Ксандер Корвус - Чарльз Дера - Мануэль Феррара - Рики Джонсон - Кейран Ли - Mandingo - Рамон Номар - Томми Пистол - Тони Рибас - Джонни Синс - Жан Валь Жан - Чад Уайт - Принц Иешуа              |
| XXXVI церемония — 2019  |                        | |
|                         | Мануэль Феррара (6)    | - Мик Блу - Ксандер Корвус - Джеймс Дин - Dredd - Markus Dupree - Small Hands - Стив Холмс - Ricky Johnson - Jessy Jones - Кейран Ли - Mandingo - Рамон Номар - Томми Пистол - Джонни Синс                    |

### 2020-е годы
| Победитель              | Номинанты               | |
| XXXVII церемония — 2020 | XXXVII церемония — 2020 | XXXVII церемония — 2020 |
| ----------------------- | ----------------------- | --- |
|                         |                         | - Мик Блу - Ксандер Корвус - Чарльз Дера - Райан Дриллер - Маркус Дюпри - Мануэль Феррара - Сет Гэмбл - Смолл Хэндс - Стив Холмс - Рики Джонсон - Кейран Ли - Исайя Максвелл - Рамон Номар - Деррик Пирс - Томми Пистол |